# David O’Hare
David O’Hare (* 1. Juni 1990 in Dublin) ist ein ehemaliger irischer Tennisspieler.

## Karriere
David O’Hare spielte hauptsächlich auf der ATP Challenger Tour und der ITF Future Tour. Er feierte drei Doppelsiege auf der Future Tour.
Seinen ersten Auftritt auf  der ATP World Tour im Doppel hatte er zusammen mit Joe Salisbury, mit dem er ein Doppelpaar bildete, bei den U.S. National Indoor Tennis Championships in Memphis im Februar 2014. Hierbei verloren sie ihre Erstrundenpartie gegen Bob und Mike Bryan in zwei Sätzen. Weitere dreimal verlor er zum Auftakt.
David O’Hare spielte von 2014 bis 2017 für die irische Davis-Cup-Mannschaft. Für diese trat er in zehn Begegnungen an, wobei im Doppel eine Bilanz von 7:3 aufzuweisen hat.
2018 spielte er sein letztes Profiturnier.

## Erfolge
| Legende (Anzahl der Siege)  |
| Grand Slam                  |
| ATP World Tour Finals       |
| ATP World Tour Masters 1000 |
| ATP World Tour 500          |
| ATP World Tour 250          |
| ATP Challenger Tour (5)     |

### Doppel

#### Turniersiege
| Nr. | Datum             | Turnier   | Belag         | Partner        | Finalgegner                               | Ergebnis          |
| --- | ----------------- | --------- | ------------- | -------------- | ----------------------------------------- | ----------------- |
| 1.  | 21. November 2015 | Champaign | Hartplatz (i) | Joe Salisbury  | Austin Krajicek Nicholas Monroe           | 6:1, 6:4          |
| 2.  | 27. November 2016 | Columbus  | Hartplatz (i) | Joe Salisbury  | Luke Bambridge Cameron Norrie             | 6:3, 6:4          |
| 3.  | 4. Februar 2017   | Dallas    | Hartplatz (i) | Joe Salisbury  | Jeevan Nedunchezhiyan Christopher Rungkat | 6:76, 6:3, [11:9] |
| 4.  | 15. Juli 2017     | Winnipeg  | Hartplatz     | Luke Bambridge | Yūsuke Takahashi Renta Tokuda             | 6:2, 6:2          |
| 5.  | 15. Oktober 2017  | Fairfield | Hartplatz     | Luke Bambridge | Akram El Sallaly Bernardo Oliveira        | 6:4, 6:2          |